# Armstrong Whitworth A.W.27
Die Armstrong Whitworth A.W.27 Ensign („Fahne“ oder „Fähnrich“) war ein viermotoriges Verkehrsflugzeug des britischen Herstellers Armstrong Whitworth Aircraft und bot Platz für vierzig Passagiere. Es entstand in den 1930er Jahren für die Fluggesellschaft Imperial Airways, die es auf Flugstrecken in Europa und Asien einsetzte, die mit Wasserflugzeugen bis Australien und Südafrika fortgesetzt wurden.

## Konstruktion und Entwicklung
Armstrong Whitworth Aircraft begann 1934 auf Nachfrage der Imperial Airways mit der Entwicklung der A.W.27. Das erste Flugzeug wurde noch im September 1934 bestellt, mit der Auslieferung wurde 1936 gerechnet. 1935 erweiterte die Fluggesellschaft den Auftrag um elf weitere Flugzeuge. Zwei weitere Modelle wurden 1937 bestellt.
Die Ensign war ein freitragender Hochdecker, für dessen Konstruktion leichte Metalllegierungen verwendet wurden. Die an den inneren Motorgondeln befestigten Fahrwerksbeine waren hydraulisch einziehbar, unter dem Heck befand sich ein Spornrad. Das Cockpit war für zwei Piloten und einen Navigator ausgelegt. Der Passagierbereich bestand aus mehreren Kabinen. Es konnten entweder 40 Fluggäste in vier Kabinen untergebracht werden, oder es wurden drei Kabinen angeboten, die tagsüber 27 und nachts mit Schlafmöglichkeiten 20 Personen aufnehmen konnten.
Da die Fertigung des Bombers Whitley für die Royal Air Force Priorität besaß, verzögerte sich die Entwicklung der Ensign. Die Herstellung musste vom Hauptwerk in Coventry in die Werkstätten der Air Service Training Ltd in Hamble verlegt werden. Durch Änderungswünsche der Imperial Airways kam es zu weiteren Verzögerungen. Der Jungfernflug fand daher erst am 24. Januar 1938 statt. Trotz der geringen Motorleistung erhielt das Flugzeug seine Zulassung und nahm im Oktober 1938 den Liniendienst zwischen London und Paris auf.

## Nutzung
Bis Weihnachten 1938 konnten drei weitere Ensign fertiggestellt werden und wurden dazu bestimmt, die Urlaubspost nach Australien zu bringen. Aufgrund technischer Probleme erreichte keine der drei Maschinen das Ziel. Alle bereits gebauten Modelle erhielten daher neue und leistungsfähigere Triebwerke vom Typ Armstrong Siddeley Tiger IXC mit je 634 kW sowie weitere Verbesserungen.
Bei Kriegsausbruch 1939 waren elf Maschinen im Einsatz, eine zwölfte stand kurz vor der Indienststellung. Im Oktober wurden alle Maschinen beschlagnahmt und führten danach Transporte zwischen London-Heston und Paris-Le Bourget durch. Drei Maschinen gingen 1940 durch Feindeinwirkung verloren. Eine weitere fiel beschädigt den deutschen Truppen in die Hände und wurde nach Umrüstung auf Daimler-Benz-Motoren wieder in Dienst gestellt.
Die letzten beiden Maschinen aus der Imperial-Bestellung erhielten den stärkeren Sternmotor Wright Cyclone und wurden als A.W.27A Ensign Mk. 2 ausgeliefert. Der neue Antrieb erlaubte den Einsatz bei hohen Temperaturen und großen Flughöhen. Zwischen 1941 und 1943 wurden alle übrigen Ensign auf diesen Motor umgerüstet.
Die BOAC, Nachfolger der Imperial, setzte die Flugzeuge anschließend auf den Routen zwischen Afrika und Indien ein. Als eines dieser Modelle in Westafrika notlanden musste, gelangte es in den Besitz der Vichy-Truppen und wurde erst von den Franzosen, nach erneuter Ummotorisierung von der deutschen Luftwaffe genutzt. Von den übrigen Flugzeugen wurden einige abgestellt, um als Ersatzteilspender zu dienen. Der letzte Flug fand 1946 statt, die verbliebenen sieben Ensign wurden im folgenden Jahr verschrottet.

### Zivile Nutzer
Frankreich
- Air France

 Vereinigtes Königreich
- British Overseas Airways Corporation (BOAC)
- Imperial Airways

### Militärische Nutzer
Deutsches Reich
- Luftwaffe (Wehrmacht)

 Frankreich (Vichy-Regime)
- Armée de l’Air de Vichy

 Vereinigtes Königreich
- Royal Air Force

## Zwischenfälle
Vom Erstflug 1938 bis zum Betriebsende im Juni 1946 kam es mit Armstrong Whitworth A.W.27 Ensign zu drei Totalschäden, alle im Jahr 1940. Dabei kamen keine Menschen ums Leben.

## Technische Daten (A.W.27A)
| Kenngröße             | Daten                                                          |
| --------------------- | -------------------------------------------------------------- |
| Besatzung             | 2 Piloten, 1 Navigator, 2 Flugbegleiter                        |
| Passagiere            | 40 in 4 Kabinen (Europa), 27 in 3 Kabinen (Asien)              |
| Länge                 | 34,80 m                                                        |
| Spannweite            | 37,50 m                                                        |
| Höhe                  | 7,20 m                                                         |
| Flügelfläche          | 227,6 m²                                                       |
| Flügelstreckung       | 6,2                                                            |
| Nutzlast              | 5.450 kg                                                       |
| Leermasse             | 15.900 kg                                                      |
| Startmasse            | 25.200 kg                                                      |
| Reisegeschwindigkeit  | 290 km/h                                                       |
| Höchstgeschwindigkeit | 330 km/h                                                       |
| Dienstgipfelhöhe      | 7.300 m                                                        |
| Reichweite            | 2.200 km                                                       |
| Triebwerke            | 4 × Wright-GR-1820-G102A-Sternmotoren mit je 820 kW (1.115 PS) |